# San Andrés de Sotavento
San Andrés de Sotavento é um município da Colômbia, localizado no departamento de Córdoba.